# Svenska handskarbetareförbundet
Svenska handskarbetareförbundet var ett svenskt fackförbund inom Landsorganisationen (LO) som bildades 1890 under namnet Svenska handskmakareförbundet. 

## Historia
- 1875 bildades den första handskarbetarefackföreningen i Lund. I Skåne bildades efterhand flera liknande föreningar och inspirationen kom från Danmark.
- 1890 bildades Svenska handskmakareförbundet av fackföreningarna i Lund, Malmö, Helsingborg och Kristianstad. Förste ordförande blev Johan F. Carlsson.
- 1905 anslöt sig Svenska handsksömmerskeförbundet och förbundets namn ändrades då till Svenska handskarbetareförbundet.
- 1907 slogs förbundet samman med Kemisk-tekniska-, kvarn- och läderarbetareförbundet.
- 1911 ledde missnöje med löneavtal och annat till att handskmakarna åter bildade ett eget förbund med samma namn som tidigare: Svenska handskarbetareförbundet.
- 1913 hade förbundet endast 153 medlemmar.
- 1920 upplöstes förbundet återigen och inträdde i De förenade förbunden.